# Basket-Hilt

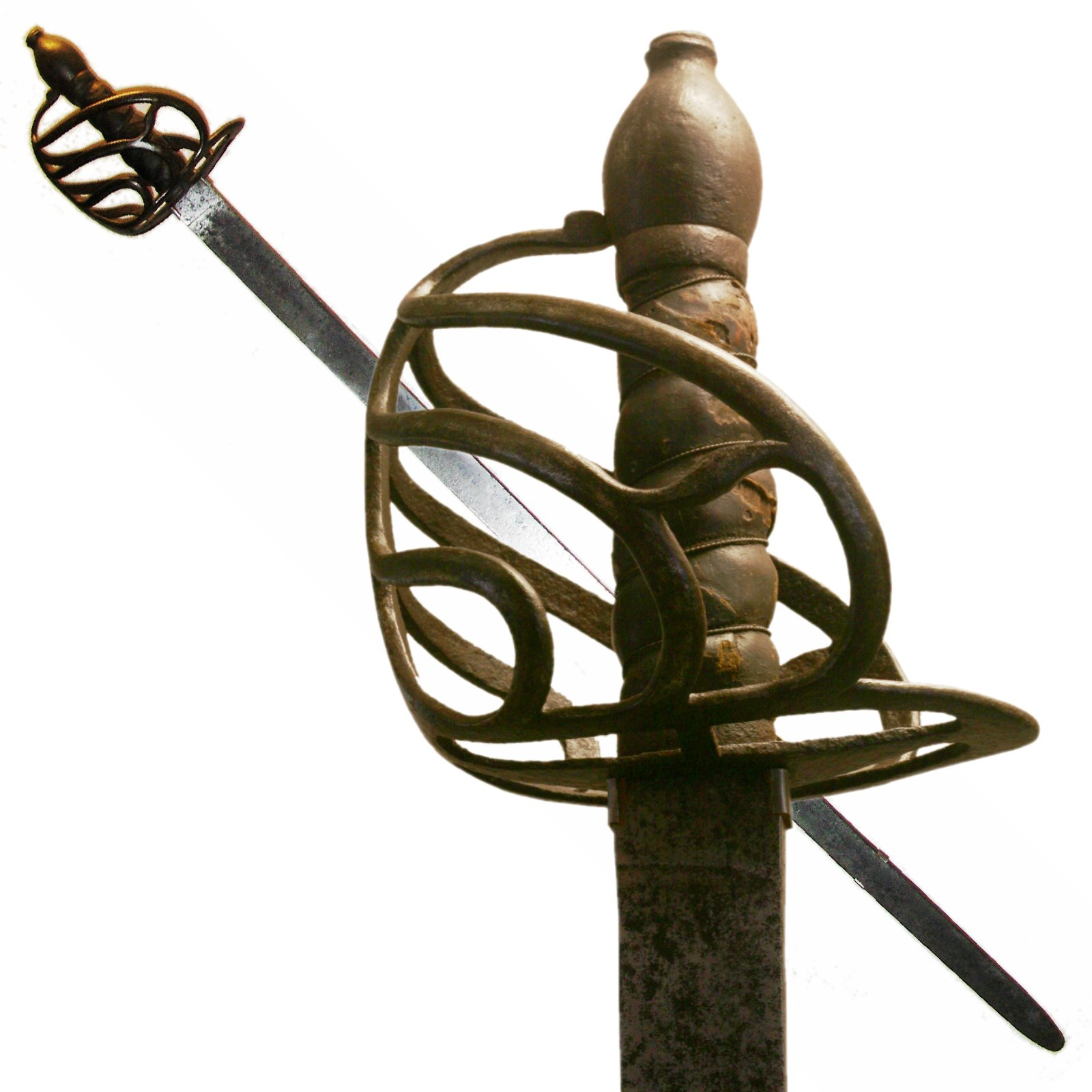
Basket Hilt an einem Mortuary Sword

Als Basket Hilt (engl. Korbgefäß) bezeichnet man eine geschlossene Korbvariante die bei mehreren Schwertarten Verwendung fand. Unter anderem bei den Typen: schottisches Korbschwert, Schiavona und bei den meisten Versionen der Mortuary Swords. Je nach Größe und Ausführung werden folgende Varianten unterschieden:
- „One-third Bakekt Hilt“
- „Half Basket Hilt“
- „Two-third Bakekt Hilt“
- „Three-quarter Bakekt Hilt“